# Тетраплатинапенталютеций
Тетраплатинапенталютеций — бинарное неорганическое соединение
платины и лютеция
с формулой Lu5Pt4,
кристаллы.

## Получение
- Сплавление стехиометрических количеств чистых веществ:

{\displaystyle {\mathsf {4Pt+5Lu\ {\xrightarrow {1700^{o}C}}\ Lu_{5}Pt_{4}}}}

## Физические свойства
Тетраплатинапенталютеций образует кристаллы
ромбической сингонии,
пространственная группа P nma,
параметры ячейки a = 0,7323 нм, b = 1,4261 нм, c = 0,7388 нм, Z = 4,
структура типа пентасамарийтетрагермания Ge4Sm5
.
Соединение образуется по перитектической реакции при температуре ≈1700°С .